# Mijdrecht

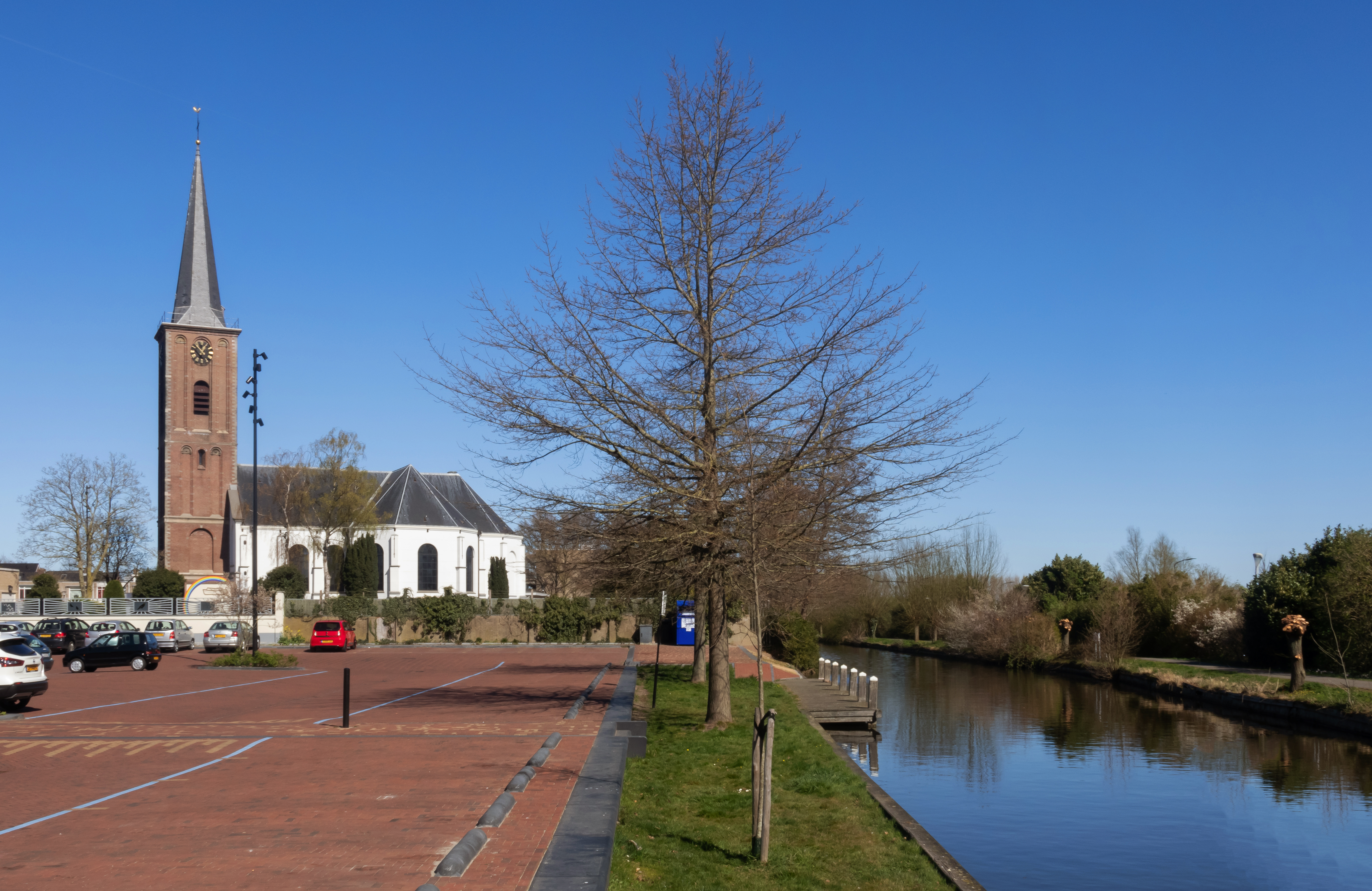
Mijdrecht, Kirche (Janskerk)

Mijdrecht ist eine ehemalige Gemeinde und jetzt der größte Ort in der jetzigen Gemeinde De Ronde Venen in der niederländischen Provinz Utrecht. Das Dorf liegt etwas südlich der viel befahrenden Provinzialstraße N201, etwa auf der Hälfte der Strecke zwischen Uithoorn und Vinkeveen. Mijdrecht grenzt an das Dorf Wilnis und hat 16.275 Einwohner (Stand: 1. Januar 2024). 2005 ist ein neues Wohngebiet dazugekommen, Wickelhof II. 2006 wurde Wickelhof III gebaut. Mijdrecht hat ein College (VeenLanden College), eine Art Gymnasium mit Realschule.

## Sport
Der Fußballclub Argon ist ein sehr erfolgreicher Verein, der in der höchsten Amateurklasse spielt. Neben Argon gibt es in Mijdrecht auch einen Verein für Korfball (Atlantis) und einen Hockeyclub HVM.

## Geboren in Mijdrecht
- Theodoor Jansson ab Almeloveen (1657–1712), Arzt und Mitglied der Gelehrtenakademie „Leopoldina“
- Werenfried van Straaten (17. Januar 1913 – 31. Januar 2003), Gründer der “Ostpriesterhilfe”
- Theo Hoogstraaten (* 9. Juli 1948), Kinderbuchautor
- Beppie Melissen (* 1951), Schauspielerin
- Mariska van Kolck (* 29. November 1963), TV-Sprecherin und Schauspielerin
- Isabelle van Keulen (* 1966), Geigerin und Bratschistin
- Dennis van Scheppingen (* 1975), Tennisspieler
- Anouk Hoogendijk (* 1985), internationale Damenfußballerin
- Lesly de Sa (* 1993), niederländisch-angolanischer Fußballspieler
- Lorena Wiebes (* 1999), Radsportlerin
- Jennifer Evans-van der Harten (* 20. Februar 1980), Singer-Songwriterin und Harfenistin